# 塔達尼
50°4′44″N 24°24′55″E / 50.07889°N 24.41528°E
塔達尼（羅馬化：Tadani）是烏克蘭的村莊，位於該國西部利沃夫州，由利維夫區卡姆揚卡-布茲卡市鎮負責管轄，始建於1508年，面積0.13平方公里，海拔高度203米，2024年人口410。